# 德文·乔治
德文·贾马尔·乔治（英語：Devean Jamar George，1977年8月29日—），美国NBA联盟前职业篮球运动员。他在1999年的NBA选秀中第1轮第23顺位被洛杉矶湖人选中。